# Ozodicera (Ozodicera) nigromarginata
Ozodicera (Ozodicera) nigromarginata is een tweevleugelige uit de familie langpootmuggen (Tipulidae). De soort komt voor in het Neotropisch gebied.